# AECA-Flug 767-103
Auf dem AECA-Flug 767-103 verunglückte am 18. September 1984 eine Douglas DC-8-55CF Jet Trader der ecuadorianischen Fluggesellschaft AECA beim Start vom Aeropuerto Internacional Mariscal Sucre (1960) in Ecuador. Die Maschine stieg nach dem Start in einem sehr flachen Winkel, kollidierte mit einer ILS-Antenne und stürzte dann in ein Wohngebiet, wobei die vier Insassen der Maschine sowie 49 Personen am Boden ums Leben kamen.

## Flugzeug
Bei der verunglückten Maschine handelte es sich um eine Douglas DC-8-55F Jet Trader, die im Douglas-Werk in Long Beach, Kalifornien endmontiert wurde. Der Rollout der Maschine erfolgte am 3. Mai 1965. Das Flugzeug trug die Werksnummer 45754, es handelte sich um die 225. Douglas DC-8 aus laufender Produktion. Die DC-8 wurde am 18. Mai 1965 mit dem Luftfahrzeugkennzeichen N3225T neu an die Trans International Airlines ausgeliefert, wo sie die Flottennummer T152 erhielt. Ab dem 1. April 1969 verleaste die Trans International Airlines die Maschine an die Saturn Airways, ehe der Leasingrückläufer am 28. April 1970 in ihre Flotte zurückkehrte. Am 25. August 1970 wurde die Maschine an die Union de Transports Aériens weiterverkauft, die diese mit dem neuen Kennzeichen F-BOLI betrieb. Zwischen dem 12. und 25. September 1979 wurde die Maschine von der UTA für die Regierung der Republik Gabun betrieben, von Juni bis August 1980 für Cargo Jet International. Ab Februar 1982 wurde die Maschine an die Charlotte Aerospace Company Inc. verkauft, die die Maschine zum Frachtflugzeug umbaute und sie mit dem neuen Kennzeichen N29922 an die LACSA verleaste. Ab dem 7. August 1983 war die Maschine bei der AECA – Aeroservicios Ecuatorianos in Betrieb. Das vierstrahlige Langstrecken-Schmalrumpfflugzeug war mit vier Triebwerken des Typs Pratt & Whitney JT3D-3B ausgestattet. Bis zum Zeitpunkt des Unfalls hatte die Maschine 60.070 Betriebsstunden absolviert, auf die 17.003 Starts und Landungen entfielen.

## Besatzung und Flugplan
Mit der Maschine wurde ein internationaler Frachtflug von Miami nach Guayaquil durchgeführt, wobei ein Zwischenstopp in Quito vorgesehen war. Es befand sich eine vierköpfige Besatzung an Bord der Maschine, bestehend aus einem Flugkapitän, einem Ersten Offizier, einem Flugingenieur und einem Lademeister.

## Unfallhergang
Die Maschine landete um 06:52 Uhr Ortszeit in Quito. Kurz nach der geplanten Abflugzeit von 09:00 Uhr baten Vertreter der ecuadorianischen Pilotengewerkschaft FEDTA um Erlaubnis, an Bord der Maschine gehen zu dürfen, um mit der Besatzung über den laufenden Pilotenstreik zu diskutieren. Die vier Besatzungsmitglieder von Aeroservicios Ecuatorianos nahmen in Absprache mit dem Management der AECA nicht an dem Streik teil. Nach einer Verzögerung von etwa zwei Stunden wurde Triebwerk Nr. 4 gestartet. Die Besatzung beantragte, dass die Maschine zur Landebahn geschleppt wurde, womöglich, um den Abflug zu beschleunigen. Die übrigen Triebwerke wurden während des Schleppvorgangs gestartet.
Der Startlauf der Maschine von der Startbahn 35 war außergewöhnlich lang. Die DC-8 überrollte das Startbahnende und hob erst 48 Meter dahinter ab. Nach dem Abheben stieg sie in einem sehr flachen Winkel und touchierte 83 Meter hinter dem Startbahnende die hölzerne Konstruktion der ILS-Antenne. Die Maschine flog 460 Meter hinter dem Startbahnende und 35 Meter rechts von der Mittellinie der Startbahn in eine Häuserreihe. Sie riss 25 Häuser nieder. Bei dem Unfall starben die vier Besatzungsmitglieder der Maschine sowie 49 Personen in der Wohnsiedlung.

## Ursache
Es wurde festgestellt, dass die Maschine nicht korrekt für den Start konfiguriert war. Die Höhenflosse war auf 0,05 Grad, anstatt wie für einen Start erforderlich, auf 8 Grad eingestellt worden. Die Flugzeugnase war damit kaum nach oben ausgerichtet und die Maschine stieg daher nach dem Startlauf kaum an. Die falsche Konfiguration war darauf zurückzuführen, dass die Piloten vor dem Abflug die Checklisten nicht oder nicht ordnungsgemäß abgearbeitet hatten. Offenbar hatten sie sich aufgrund der verlorenen Zeit durch die Gespräche mit den Gewerkschaftsvertretern in einer großen Eile befunden. Aufgrund dieser Eile waren sie nicht auf alle Aspekte des Betriebs der Maschine fokussiert. Die Startfreigabe für die Maschine sei ferner unter falschen Bedingungen erteilt worden, da die vorhandenen Startbahnstrecken-, Wind- und Temperaturbedingungen, das zulässige maximale Abfluggewicht, das tatsächliche Startgewicht, die Lastverteilung und der Schwerpunkt der Maschine nicht bestimmt wurden.